# Ewa Karaśkiewicz
Ewa Karaśkiewicz (ur. 1942 w Ciechanowie) – polska śpiewaczka operowa.

## Życiorys
W 1965 roku otrzymała dyplom Państwowej Średniej Szkoły Muzycznej w Olsztynie w klasie śpiewu prof. Marii Stankowej. W następnych latach kształciła swój kunszt wokalny u wielkiej Maestry Ady Sari w Warszawie. Przez 12 sezonów była czołową solistką Państwowej Opery Śląskiej w Bytomiu, gdzie zadebiutowała w 1970 roku w prapremierze opery „Magnus” Józefa Świdra napisanej na jubileusz 25-lecia Opery Śląskiej. Od 1982 roku została solistką Teatru Wielkiego w Łodzi. W dorobku artystycznym posiada ogromny repertuar czołowych i tytułowych ról od „Normy” V. Belliniego przez „Madame Butterfly” G. Pucciniego i „Halkę” St. Moniuszki do „Salome” R. Straussa. Występowała gościnnie w kraju i za granicą w ramach zaproszeń indywidualnych i uczestnicząc w licznych tournée z zespołem Teatru Wielkiego w Łodzi. 

## Pasje
Poezją i teatrem dramatycznym pasjonuje się od najwcześniejszej młodości, co zaowocowało uczestnictwem w dwu spektaklach dramatycznych: „Wesele” Antona Czechowa i „Bramy Raju” według Jerzego Andrzejewskiego w Teatrze im. Stefana Jaracza w Łodzi.
Od 1997 roku związana jest z grupą literacką „Akant” działającą przy Klubie Garnizonowym w Łodzi, gdzie przez wiele lat użycza swojego głosu, interpretując twórczość członków „Akantu” na licznych wieczorach autorskich i w innych spotkaniach z poezją. Sama tworzy poezję, którą publikowała m.in. na łamach „Posłańca Warmińskiego” w ramach stałego cyklu: „Opera moja miłość”. Publikuje na łamach miesięcznika społeczno-kulturalnego SDP „Bez Wierszówki”. 
Obecnie współpracuje z Teatrem Wielkim w Łodzi jako konsultantka wokalno-aktorska. Członkini Warmińsko-Mazurskiego Oddziału Stowarzyszenia Dziennikarzy Polskich.